# Chlorophthalmus
Chlorophthalmus is een geslacht van straalvinnige vissen uit de familie van groenogen (Chlorophthalmidae). Het geslacht is voor het eerst wetenschappelijk beschreven in 1840 door Bonaparte.

## Soorten
- Chlorophthalmus acutifrons Hiyama, 1940
- Chlorophthalmus agassizi Bonaparte, 1840
- Chlorophthalmus albatrossis Jordan & Starks, 1904
- Chlorophthalmus atlanticus Poll, 1953
- Chlorophthalmus bicornis Norman, 1939
- Chlorophthalmus borealis Kuronuma & Yamaguchi, 1941
- Chlorophthalmus brasiliensis Mead, 1958
- Chlorophthalmus chalybeius (Goode, 1881)
- Chlorophthalmus corniger Alcock, 1894
- Chlorophthalmus ichthyandri Kotlyar & Parin, 1986
- Chlorophthalmus mento Garman, 1899
- Chlorophthalmus nigromarginatus Kamohara, 1953
- Chlorophthalmus pectoralis Okamura & Doi, 1984
- Chlorophthalmus proridens Gilbert & Cramer, 1897
- Chlorophthalmus punctatus Gilchrist, 1904
- Chlorophthalmus zvezdae Kotlyar & Parin, 1986